# إستجمام (فلم 1914)
إستجمام (بالإنجليزية: Recreation)، يعرف أيضا بأسم (استراحة)، وهو فيلم كوميدي أمريكي صامت من عام 1914 بطولة تشارلي تشابلن تم إنتاجه في استوديوهات كيستون.

## القصة
بينما يتمشى تشارلي في الحديقة، تراه فتاة وتترك البحار الذي برفقتها على أحد المقاعد وتنضم إلى تشارلي على مقعد آخر، وعندما استيقظ البحار. يتشاجر هو وتشارلي بالطوب، ويصاب رجال الشرطة ويعتقلون الرجلين. وخلال الشجار الذي أعقب ذلك ينتهي الأمر برجال الشرطة والبحار وتشارلي والفتاة في الماء. 

## طاقم التمثيل
- تشارلي تشابلن - الصعلوك
- تشارلز بينيت - سيمان على مقاعد حديقة (غير معتمد)
- هيلين كاروثرز - فتاة في حديقة (غير معتمد)
- إدوين فرازي - شرطي قصير (غير معتمد)

## وصلات خارجية
- الفيلم القصير إستجمام (فلم 1914) متوفر للتحميل من موقع أرشيف الإنترنت [المزيد]
- مقالات تستعمل روابط فنية بلا صلة مع ويكي بيانات
- Recreation على يوتيوب